# Dominik Kuzmanović
Dominik Kuzmanović (født 15. august 2002 i Zagreb) er en kroatisk håndboldspiller.
Med det kroatiske landshold sluttede Kuzmanović på 9. pladsen ved verdensmesterskabet i 2023 og spillede i fire kampe.